# 1927 Suvanto
Az 1927 Suvanto (ideiglenes jelöléssel 1936 FP) a Naprendszer kisbolygóövében található aszteroida. R. Suvanto fedezte fel 1936. március 18-án.